# Weigersdorf (Hohendubrau)

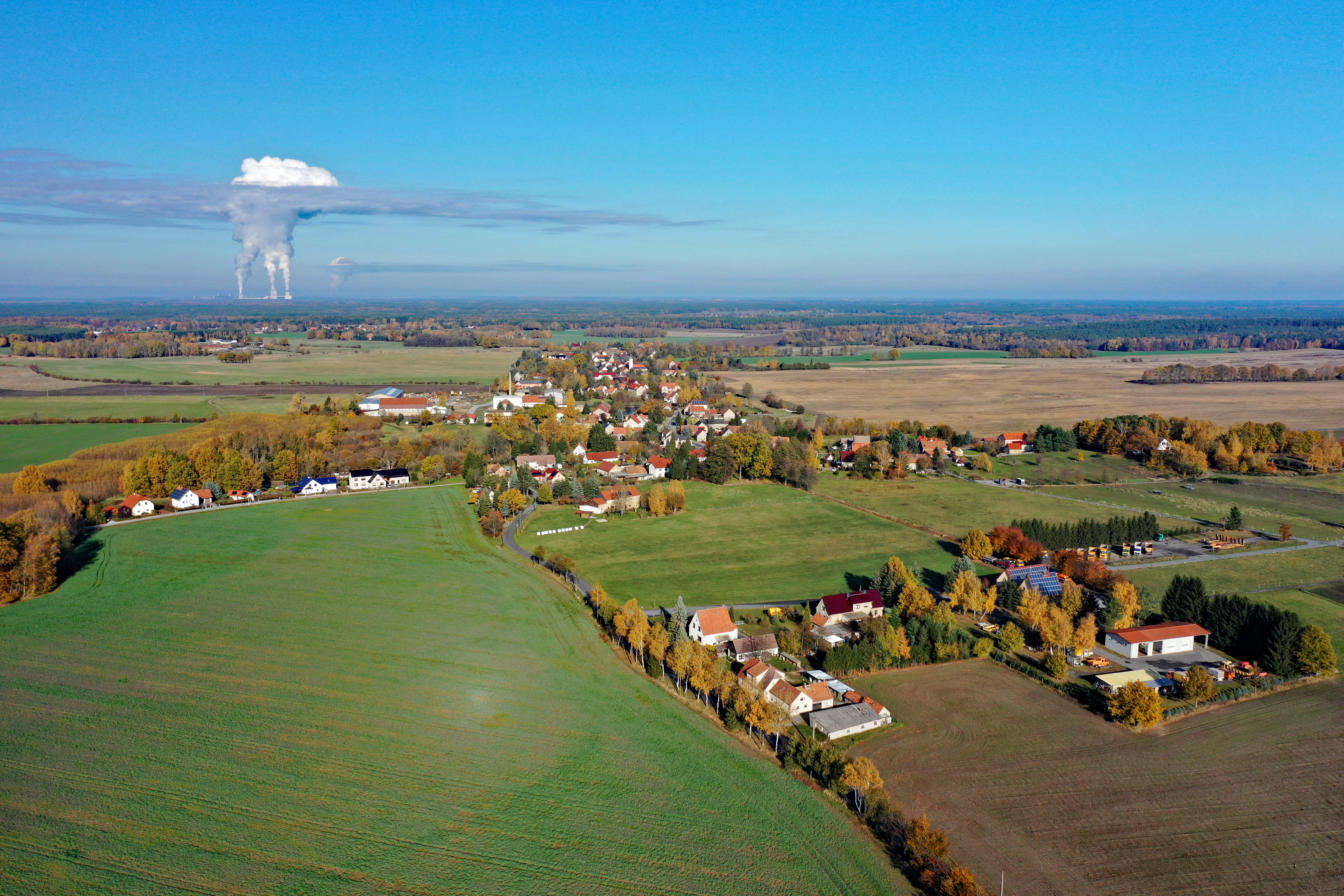
Luftbild

Weigersdorf, obersorbisch Wukrančicyⓘ, ist ein Ortsteil der sächsischen Gemeinde Hohendubrau im Landkreis Görlitz. In Weigersdorf, das zum sorbischen Siedlungsgebiet gehört, hat die Gemeinde ihren Verwaltungssitz.

## Geographie
Weigersdorf liegt etwa zehn Kilometer nördlich der an der Bundesautobahn 4 liegenden Stadt Weißenberg und westlich der Hohen Dubrau am Weigersdorfer Fließ.
Im Nordosten liegt Dauban, im Norden Förstgen, es schließen sich Leipgen, Steinölsa und Kollm bis zum Osten an, im Südosten liegt Groß Radisch und Ober Prauske im Süden. Im Westen verläuft die Kreisgrenze, hinter der im Landkreis Bautzen die Malschwitzer Ortsteile Wartha und Kleinsaubernitz liegen.

## Geschichte

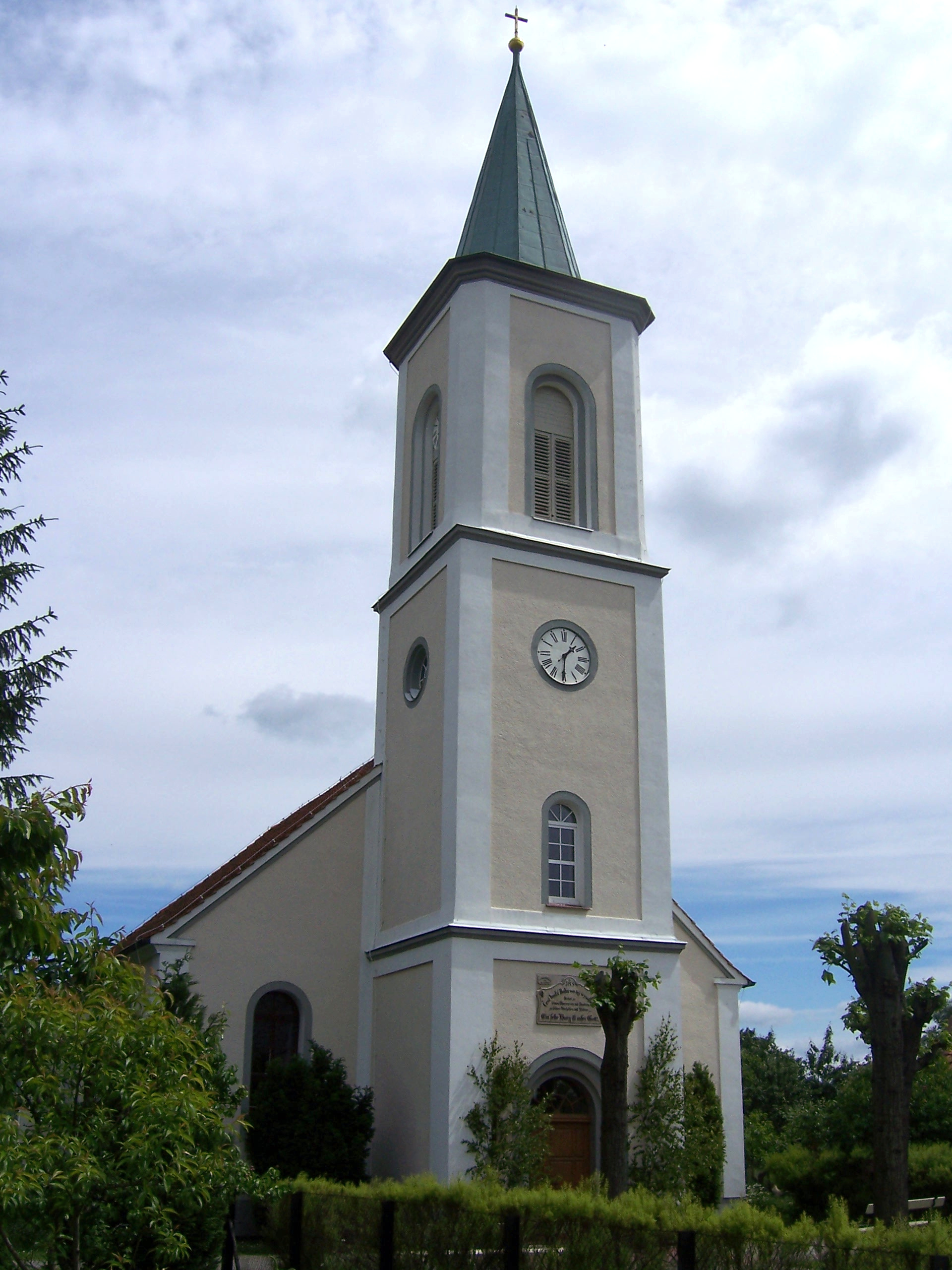
Weigersdorfer St.-Trinitatis-Kirche der Selbständigen Evangelisch-Lutherischen Kirche

### Ortsgeschichte
In der Gemarkung wurden bronzezeitliche Brandgräber gefunden, die eine urgeschichtliche Besiedlung belegen. Nach der Völkerwanderung war dieser Landstrich für mehrere Jahrhunderte unbesiedelt. Die Siedlungsform als Waldhufendorf lässt auf eine deutsche Besiedlung während der Hochmittelalterlichen Ostsiedlung schließen. Die erste urkundliche Erwähnung findet sich in einer Urkunde des Klosters St. Marienthal, als im Jahr 1334 ein „Petrus de Wignandisdorff“ genannt wurde. Auch die Namensform ist ein Indiz für eine deutsche Ortsgründung, da viele Dörfer nach einem Lokator benannt wurden.
Weigersdorf war nach Baruth eingepfarrt und gehörte auch zur Herrschaft Baruth, als diese 1527 auf die sieben Söhne Christophs von Gersdorff belehnt wurde.

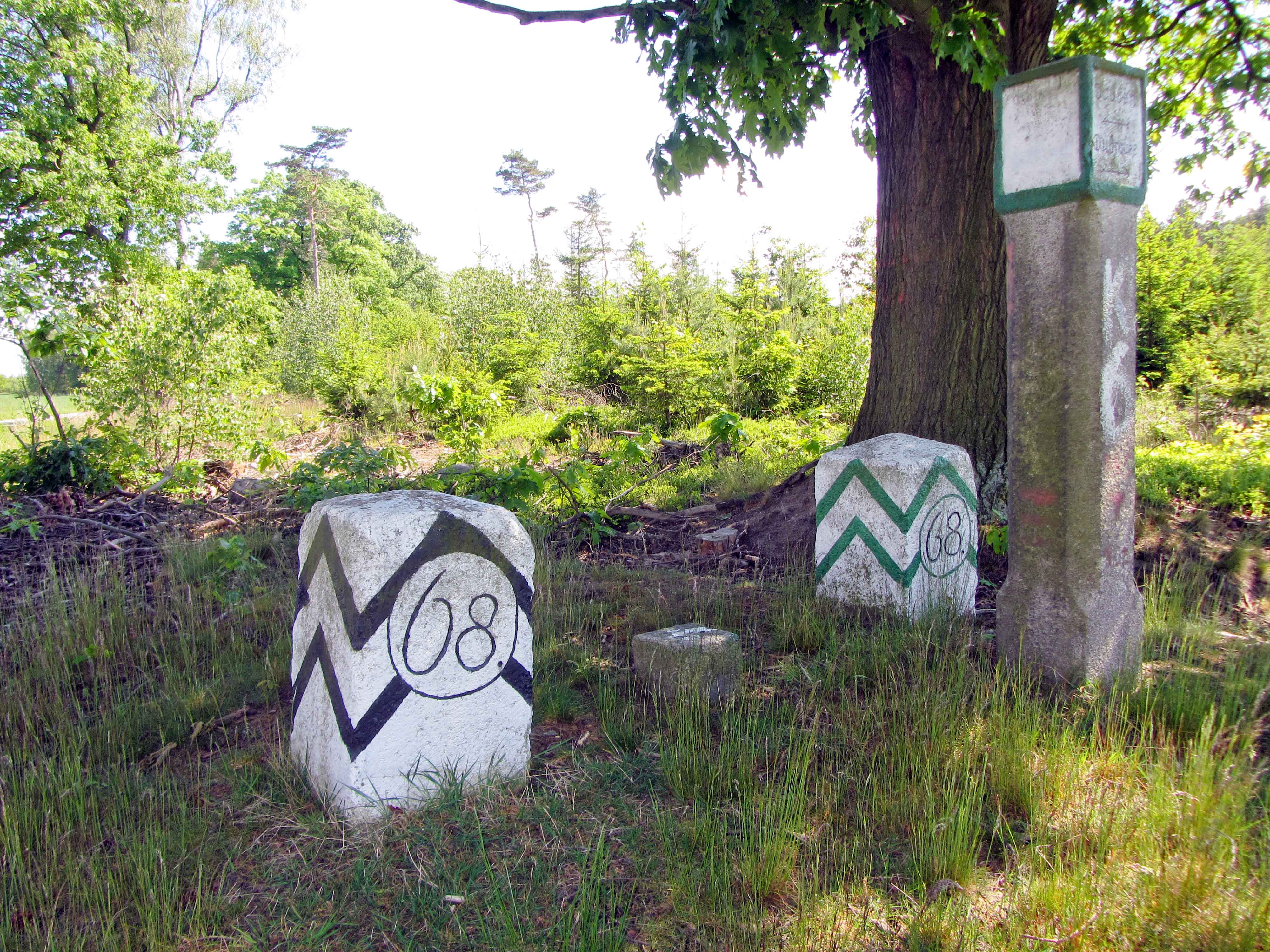
Preußischer und sächsischer Grenzstein Nr. 68 der 1815–1945 bei Weigersdorf bestehenden Landesgrenze

Nachdem das Königreich Sachsen in den napoleonischen Kriegen auf französischer Seite kämpfte, musste es 1815 infolge der erzwungenen Teilung des Königreiches Sachsen viele Landesteile an Preußen abtreten. So kamen unter anderem die seit dem Prager Frieden zu Sachsen gehörige Niederlausitz und der nordöstliche Teil der Oberlausitz an Preußen. Infolgedessen wurde Weigersdorf 1816 dem neu gegründeten Landkreis Rothenburg (Provinz Schlesien) zugeordnet und 1829 vom weiterhin sächsischen Baruth nach Groß Radisch umgepfarrt.

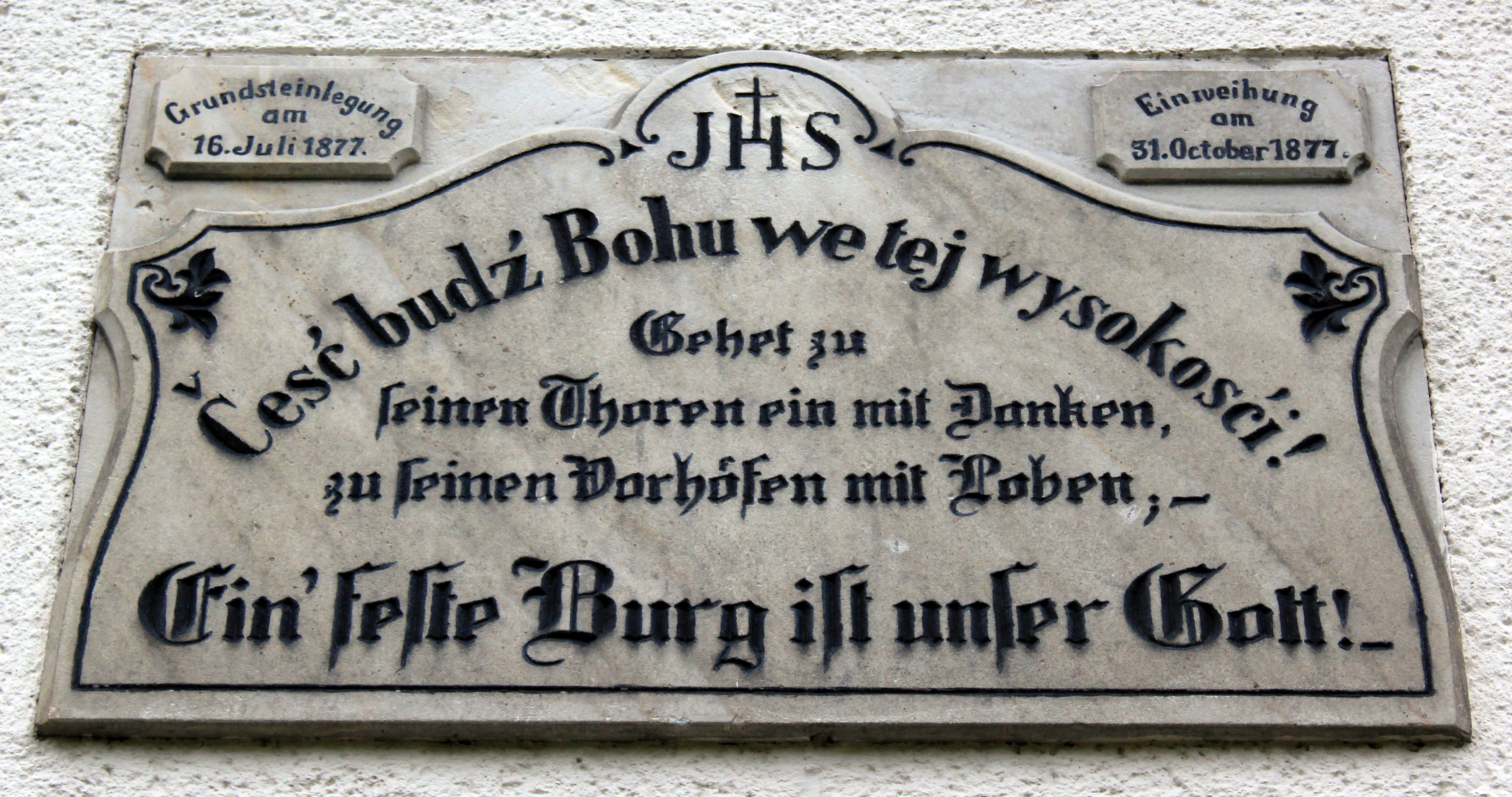
Sorbische Inschrift am Kirchturm über dem Eingang: Česć budź Bohu we tej wysokosći! („Ehre sei Gott in der Höhe!“)

Im Jahr 1834 wurde die evangelisch-lutherische (altlutherische) Gemeinde gegründet. Sie erbaute 1846 eine Kirche, musste jedoch bis 1872 warten, um auch einen Kirchturm bauen zu dürfen. Ab 1848 war Jan Kilian Pfarrer in Weigersdorf. Im Jahr 1854 wanderte er mit 550 Sorben aus Weigersdorf, Klitten und anderen Orten in der Umgebung nach Texas aus und gründete dort die sorbische Siedlung Serbin. Die Weigersdorfer Kirchgemeinde und die evangelisch-lutherische Kirche gehören heute zum Kirchenbezirk Lausitz der Selbständigen Evangelisch-Lutherischen Kirche.
Eine evangelische Schule bestand in Weigersdorf seit 1828. Die altlutherische Gemeinde gründete 1872 eine eigene Schule, woraufhin 1875 bis 1901 die evangelische Schule geschlossen war. Zum Schulbezirk gehörten die Dörfer Dauban, Groß Saubernitz und Ober Prauske.
Die 1917 für die Rüstungsproduktion des Ersten Weltkriegs abgegebene Kirchglocke konnte 1924 durch eine neue ersetzt werden.
Am 1. April 1938 wurde die nördlich gelegene Gemeinde Dauban eingegliedert.
Nach dem Zweiten Weltkrieg kam der schlesische Teil der Oberlausitz wieder an Sachsen. In der 1945/1946 durchgeführten Bodenreform wurde das Gut Weigersdorf neu aufgeteilt. Mit der Auflösung der Länder in der DDR wurde Weigersdorf 1952 dem Kreis Niesky (Bezirk Dresden) zugeordnet. Im März 1955 wurde im Ort eine Landwirtschaftliche Produktionsgenossenschaft (LPG) gegründet, in der auch die Gutsflächen eingebracht wurden.
1973 kam es zur Eingemeindung von Ober Prauske.
Am 1. Juli 1995 schlossen sich die Gemeinden Weigersdorf, Gebelzig und Groß Radisch zur Gemeinde Hohendubrau zusammen.

### Bevölkerungsentwicklung
| Jahr | Einwohner |
| ---- | --------- |
| 1825 | 332       |
| 1871 | 646       |
| 1885 | 616       |
| 1905 | 621       |
| 1925 | 721       |
| 1939 | 878       |
| 1946 | 1104      |
| 1950 | 1086      |
| 1964 | 958       |
| 1971 | 960       |
| 1988 | 1073      |
| 1999 | 494       |
| 2002 | 490       |
| 2014 | 428       |

Im Jahr 1777 wirtschafteten in Weigersdorf 11 besessene Mann, 8 Gärtner und 23 Häusler.
Zwischen 1825 und 1871 verdoppelte sich die Einwohnerzahl nahezu von 332 auf 646, fiel danach jedoch bis 1885 auf 616 zurück. Bis zum Anfang des Zweiten Weltkriegs hatte Weigersdorf fast 880 Einwohner.
Die Nachkriegszahlen enthalten auch Dauban, das 1925 noch 250 Einwohner hatte. Von 1946 bis 1964 ist ein Rückgang um etwa 150 Einwohner zu verzeichnen. Bis 1971 konnte die Zahl gehalten werden und stieg anschließend durch die Eingemeindung Ober Prauskes wieder auf über 1000 an.
Die Zahlen nach dem Hohendubrauer Gemeindezusammenschluss zeigen, dass nur noch etwa 500 Einwohner im Ort lebten. Bis Anfang der 2020er Jahre sank die Zahl auf unter 400.

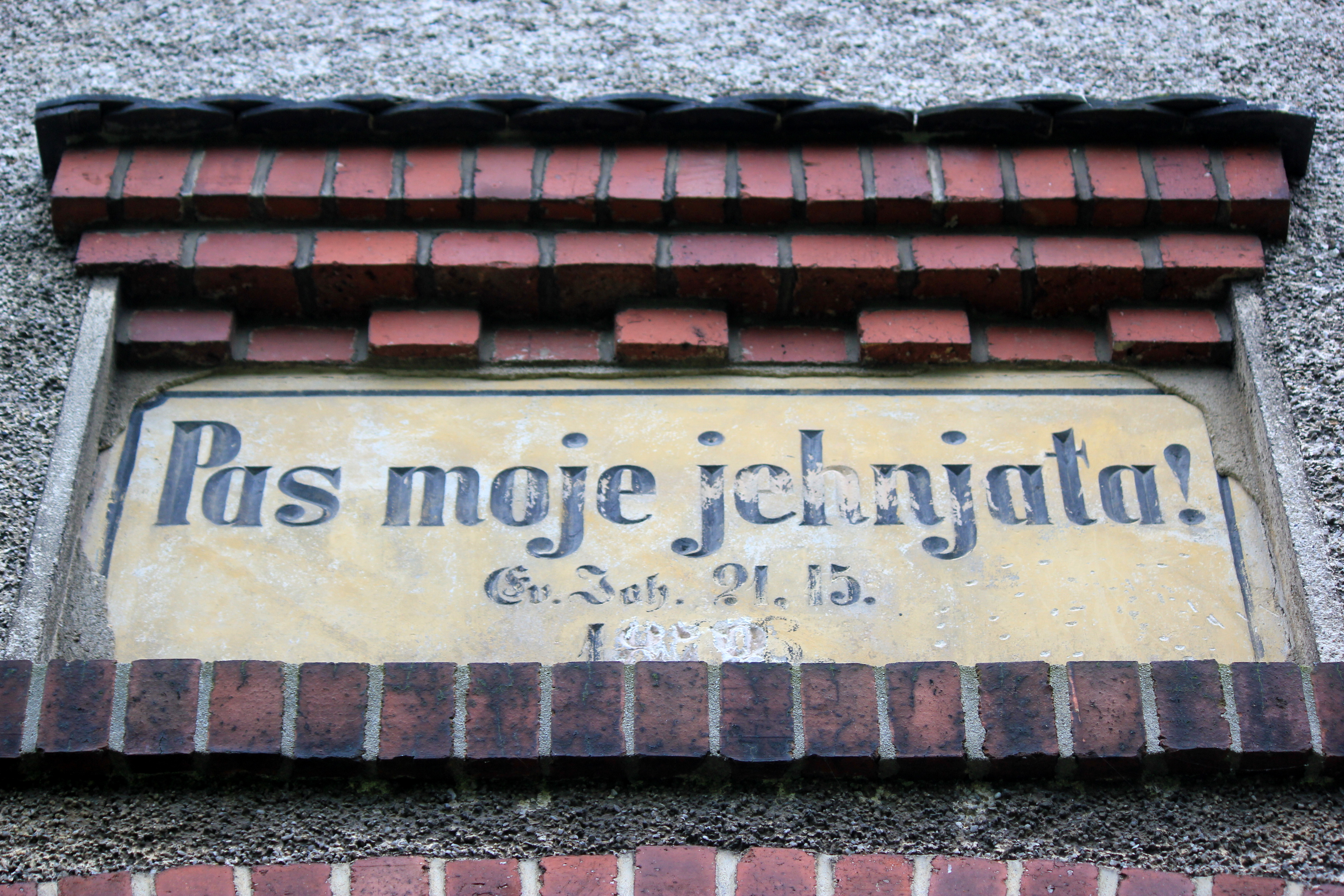
Sorbische Inschrift an der ehemaligen Schule

Weigersdorf hatte ursprünglich eine überwiegend sorbische Bevölkerung. 1863 waren unter den 600 Einwohnern laut amtlichen Angaben 467 Sorben, 1884 hatte Muka für seine Statistik der Sorben in der Oberlausitz sogar 530 Sorben bei 625 Einwohnern gezählt. Dies entspricht einem sorbischen Bevölkerungsanteil von 77,8 % (1863) beziehungsweise 84,8 % (1884). Der Sprachwechsel zum Deutschen erfolgte überwiegend bis zur Mitte des 20. Jahrhunderts. Ernst Tschernik zählte 1956 in der Gemeinde Weigersdorf mit Dauban einen sorbischsprachigen Bevölkerungsanteil von nur noch 25,4 %, wobei er im abgelegeneren Dauban etwas höher und in Weigersdorf niedriger lag.
Heute ist das Sorbische als Umgangssprache in Weigersdorf aus dem Alltag verschwunden. An die sorbische Vergangenheit erinnern noch sorbische Inschriften an der alten Schule, an und in der Kirche St. Trinitatis sowie am Grabstein des Lehrers Andreas Dutschmann auf dem altlutherischen Friedhof.

### Ortsname
Der Ortsname ist auf einen Wignand als Ortsgründer zurückzuführen. Über Wignandisdorff (1334), Wiknantstorf (1419), Weygeßdorff (1488), Weichmannsdorf (1529) entwickelte sich der Ortsname zu Weygersdorff (1658) und schließlich Weigersdorf (1791).
Der sorbische Name Wukrančicy wurde aus dem deutschen Personennamen sorabisiert, dabei wurde wi- zu wu- und Wuknan- zu Wukran-. Zudem wurde das bei Ortsnamen häufig anzutreffende Präfix -icy angehängt.